# Pholetiscus orientalis
Pholetiscus orientalis är en kräftdjursart som beskrevs av Humes 1947. Pholetiscus orientalis ingår i släktet Pholetiscus och familjen Canthocamptidae. Inga underarter finns listade i Catalogue of Life.